# Randi Holand

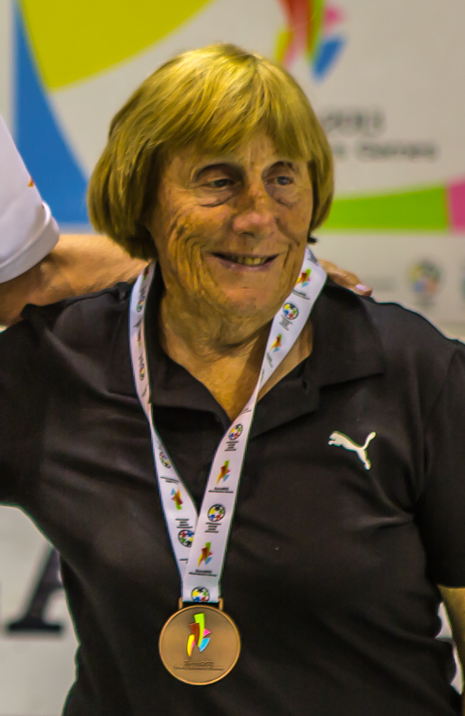
Randi Holand (2013)

Randi Holand (* 5. März 1936, verheiratete Randi Gulbrandsen) ist eine norwegische Badmintonspielerin, Ragnhild Holand ist ihre Schwester.

## Karriere
Randi Holand gewann schon als Junior 1953 ihren ersten nationalen Titel bei den Erwachsenen. Dreißig weitere Titelgewinne folgten bis 1968. In der Dameneinzelkonkurrenz waren die Holand-Schwestern von 1953 bis 1969 ununterbrochen bei den Meisterschaften erfolgreich. Sie spielten ihre gesamte Karriere für den Sandefjord Badmintonklubb.

## Sportliche Erfolge
| Saison | Veranstaltung                                | Disziplin   | Platz | Name                                |
| ------ | -------------------------------------------- | ----------- | ----- | ----------------------------------- |
| 1952   | Norwegen: Einzelmeisterschaften der Junioren | Dameneinzel | 1     | Randi Holand                        |
| 1953   | Norwegen: Einzelmeisterschaften              | Damendoppel | 1     | Tony Preede / Randi Holand          |
| 1953   | Norwegen: Einzelmeisterschaften              | Dameneinzel | 1     | Randi Holand                        |
| 1953   | Norwegen: Einzelmeisterschaften der Junioren | Dameneinzel | 1     | Randi Holand                        |
| 1953   | Norwegen: Einzelmeisterschaften der Junioren | Damendoppel | 1     | Randi Holand / Berit Guren          |
| 1954   | Norwegen: Einzelmeisterschaften              | Damendoppel | 1     | Berit Guren / Randi Holand          |
| 1954   | Norwegen: Einzelmeisterschaften              | Dameneinzel | 1     | Randi Holand                        |
| 1954   | Norwegen: Einzelmeisterschaften der Junioren | Dameneinzel | 1     | Randi Holand                        |
| 1955   | Norwegen: Einzelmeisterschaften              | Damendoppel | 1     | Berit Guren / Randi Holand          |
| 1955   | Norwegen: Einzelmeisterschaften              | Dameneinzel | 1     | Randi Holand                        |
| 1956   | Norwegen: Einzelmeisterschaften              | Dameneinzel | 1     | Randi Holand                        |
| 1956   | Norwegen: Einzelmeisterschaften              | Mixed       | 1     | Hans Sperre / Randi Holand          |
| 1957   | Norwegen: Einzelmeisterschaften              | Dameneinzel | 1     | Randi Holand                        |
| 1957   | Norwegen: Einzelmeisterschaften              | Mixed       | 1     | Hans Sperre / Randi Holand          |
| 1957   | Norwegen: Einzelmeisterschaften              | Damendoppel | 1     | Randi Holand / Ragnhild Holand      |
| 1958   | Norwegen: Einzelmeisterschaften              | Damendoppel | 1     | Randi Holand / Ragnhild Holand      |
| 1958   | Norwegen: Einzelmeisterschaften              | Dameneinzel | 1     | Randi Holand                        |
| 1958   | Norwegen: Einzelmeisterschaften              | Mixed       | 1     | Hans Sperre / Randi Holand          |
| 1959   | Norwegen: Einzelmeisterschaften              | Damendoppel | 1     | Randi Holand / Ragnhild Holand      |
| 1959   | Norwegen: Einzelmeisterschaften              | Mixed       | 1     | Hans Sperre / Randi Holand          |
| 1960   | Norwegen: Einzelmeisterschaften              | Mixed       | 1     | Hans Sperre / Randi Holand          |
| 1960   | Norwegen: Einzelmeisterschaften              | Damendoppel | 1     | Randi Holand / Ragnhild Holand      |
| 1960   | Norwegian International                      | Mixed       | 1     | Hans Sperre / Randi Holand          |
| 1960   | Norwegen: Einzelmeisterschaften              | Dameneinzel | 1     | Randi Holand                        |
| 1961   | Norwegian International                      | Mixed       | 1     | Hans Sperre / Randi Holand          |
| 1961   | Norwegen: Einzelmeisterschaften              | Mixed       | 1     | Hans Sperre / Randi Holand          |
| 1961   | Norwegen: Einzelmeisterschaften              | Dameneinzel | 1     | Randi Holand                        |
| 1961   | Norwegian International                      | Dameneinzel | 1     | Randi Holand                        |
| 1961   | Norwegen: Einzelmeisterschaften              | Damendoppel | 1     | Randi Holand / Ragnhild Holand      |
| 1962   | Norwegen: Einzelmeisterschaften              | Damendoppel | 1     | Randi Holand / Ragnhild Holand      |
| 1962   | Norwegen: Einzelmeisterschaften              | Dameneinzel | 1     | Randi Holand                        |
| 1962   | Norwegen: Einzelmeisterschaften              | Mixed       | 1     | Hans Sperre / Randi Holand          |
| 1963   | Norwegen: Einzelmeisterschaften              | Mixed       | 1     | Hans Sperre / Randi Holand          |
| 1963   | Norwegen: Einzelmeisterschaften              | Damendoppel | 1     | Randi Holand / Ragnhild Holand      |
| 1964   | Norwegen: Einzelmeisterschaften              | Damendoppel | 1     | Randi Holand / Ragnhild Holand      |
| 1966   | Norwegen: Einzelmeisterschaften              | Damendoppel | 1     | Randi Holand / Ragnhild Holand      |
| 1968   | Norwegen: Einzelmeisterschaften              | Damendoppel | 1     | Randi Gulbrandsen / Ragnhild Holand |
| 1968   | Norwegen: Einzelmeisterschaften              | Dameneinzel | 1     | Randi Gulbrandsen                   |
| 2001   | Senioren-Europameisterschaft 60+             | Dameneinzel | 2     | Randi Gulbrandsen                   |
| 2002   | Senioren-Europameisterschaft 60+             | Dameneinzel | 2     | Randi Gulbrandsen                   |